# Georges Mazereel
Georges Mazereel (Antwerpen, 27 januari 1893 - Elsene, 26 april 1954) was een Belgisch senator.

## Levensloop
Mazereel promoveerde tot doctor in de wijsbegeerte en letteren.
In 1952 werd hij gemeenteraadslid en in 1953 schepen van de gemeente Sint-Gillis.
Van 1946 tot aan zijn dood was hij BSP-senator voor de provincie Brabant.

## Publicatie
- Klank- en vormleer van het Brussels dialect met zijn plaatselijke verscheidenheden, Leuven, 1931.